# Киверцы
Ки́верцы (укр. Ківерці) — город в Луцком районе Волынской области Украины. Административный центр Киверцовской городской общины.

## Географическое положение
Расстояние до областного центра: физическое — 13 км, по ж/д = 13 км, по автодорогам = 14 км. До Киева: физическое — 369 км, по ж/д — 456, по автодорогам — 417 км.

## Население
На 2024 год численность населения составляла более 14 тысяч человек.

### Языковой состав
Родной язык населения по данным переписи 2001 года:
| Язык       | Численность, чел. | Доля     |
| ---------- | ----------------- | -------- |
| Украинский | 16 018            | 97,05 %  |
| Русский    | 447               | 2,71 %   |
| Другое     | 40                | 0,24 %   |
| Итого      | 16 505            | 100,00 % |

## История
Киверцы появились в 1870—1873 годах, во время строительства железной дороги между городами Житомир и Ковель.
В 1890 году военное министерство Российской империи проложило через Киверцы железную дорогу, в другом источнике указано что к Волынским манёврам была построена железно-дорожными войсками железно-дорожная ветвь в 12 вёрст от станции Киверцы до Луцка, а позже — ветку на Луцк, Львов. Городок стал важным железнодорожным узлом.
В ноябре 1917 года здесь была провозглашена власть рабочих и крестьян — Советская власть, но уже в марте 1918 года Киверцы были оккупированы австро-венгерскими и немецкими войсками. После окончания советско-польской войны и подписания в 1921 году Рижского мира Киверцы остались в составе Польши.
1 мая 1934 года в Киверцах прошла организованная КПЗУ крупная демонстрация, участники которой разоружили попытавшихся разогнать демонстрацию польских полицейских, но затем в поселение прибыли дополнительные силы полиции и выступления жителей были подавлены.
В ходе Великой Отечественной войны с 2 июля 1941 года до 1 февраля 1944 года посёлок был оккупирован немецкими войсками, в период оккупации в окрестностях райцентра действовали советские партизаны. Во время резни на Волыни, которую осуществляли украинские националисты, в Киверцы под защиту немецкой администрации прибывали польские беженцы из уничтоженных УПА окрестных деревень. 13 июня 1943 года отец Казимеж Батовский похоронил 150 поляков, убитых УПА, в соседних колониях в общей могиле на кладбище. В конце июля 1943 года венгерская служба безопасности и голландские коллаборационисты из железнодорожных войск вместе с немецким подкреплением из Луцка отразили нападение УПА на Киверцы. 30 националистов и сопровождающий их украинский православный священнослужитель были взяты в плен и расстреляны.
Населённый пункт и его окрестности освобождены РККА ВС Союза ССР, в феврале 1944 года, от немецко-фашистской оккупации. 7 января 1945 года здесь началось издание районной газеты.
25 июня 1951 года посёлок Киверцы получил статус города. В 1952 году здесь действовали смоло-скипидарный завод, лесопильный завод, мебельная фабрика, торфоразработки, две средние школы, три библиотеки, Дом культуры, три кинотеатра и два клуба.
В 1970 году численность населения составляла 14 тыс. человек, здесь действовали деревообрабатывающий комбинат, механический завод, ремонтно-механический завод «Лесмаш», завод железобетонных изделий, лесхоз, предприятия железнодорожного транспорта и медицинское училище.
В 1980 году здесь действовали деревообрабатывающий комбинат, механический завод, ремонтно-механический завод «Лесмаш», завод продтоваров, лесхоззаг, предприятия по обслуживанию железнодорожного транспорта, райсельхозтехника, комбинат бытового обслуживания, медицинское училище, четыре общеобразовательные школы, музыкальная школа, больница, два Дома культуры, 7 библиотек, кинотеатр и три клуба.
В январе 1989 года численность населения составляла 16 722 человека, в это время крупнейшими предприятиями являлись механический завод, ремонтно-механический завод и деревообрабатывающий комбинат.
В мае 1995 года Кабинет министров Украины утвердил решение о приватизации находившихся в городе деревообрабатывающего комбината, АТП-10765 и райсельхозтехники.
В ходе административно-территориальной реформы в Украине, в 2020 году Киверцовский район был упразднён, а город стал административным центром Киверцовской городской общины Луцкого района.

## Транспорт
Узловая железнодорожная станция Киверцы Львовской железной дороги.
Дорога Р-14 к Луцку.
Сообщение с областным центром налажено маршрутными автобусами № 103 и № 107.

## Местное самоуправление
Органом местного самоуправления является Киверцовский городской совет, по почтовому адресу: улица Шевченко, дом № 14, город Киверцы, 45200.

## Дополнительная информация
- День города — второе воскресенье сентября.
- Герб города — в зелёном поле золотой столб, состоящий из двух рядов брусков, выложенных в виде паркета. Глава серебряная, елововидная, обремененная прыгающей червлёной косулей. Принят 9 сентября 1999 года. Автор герба — А. Б. Гречило.